# Communauté de communes du Pays de Sancey-Belleherbe
La communauté de communes du Pays de Sancey-Belleherbe est une communauté de communes française située dans le département du Doubs, en Franche-Comté, dans la région administrative Bourgogne-Franche-Comté.

## Historique

Ancien logo avant 2017.

La communauté de communes du vallon de Sancey a été créée en décembre 2001 avec 18 communes.
Montivernage a rejoint la communauté de communes du Pays Baumois en 2010.
Valonne a adhéré à la communauté de communes le 1er janvier 2013.
En 2016, la commune nouvelle de Sancey regroupe Sancey-le-Grand et Sancey-le-Long.
Le 1er janvier 2017, le périmètre de la communauté s'est étendue avec l'intégration de Froidevaux (Communauté de communes de Saint-Hippolyte) et de neuf communes de la Communauté de communes entre Dessoubre et Barbèche :  Belleherbe, Bretonvillers, Chamesey, Charmoille, La Grange, Longevelle-lès-Russey, Péseux, Provenchère, Rosières-sur-Barbèche. Le nouveau nom de l'intercommunalité est « communauté de communes du Pays de Sancey-Belleherbe ». Sur les 27 communes, 9 sont situées à l'intérieur du Parc naturel régional du Doubs Horloger.

## Composition
La communauté de communes est composée des 27 communes suivantes :

| Nom                   | Code Insee | Gentilé      | Superficie (km2) | Population (dernière pop. légale) | Densité (hab./km2) |
| --------------------- | ---------- | ------------ | ---------------- | --------------------------------- | ------------------ |
| Sancey (siège)        | 25529      |              | 30,57            | 1 364 (2022)                      | 45                 |
| Belleherbe            | 25051      |              | 16,13            | 626 (2022)                        | 39                 |
| Belvoir               | 25053      | Belvisis     | 9,31             | 90 (2022)                         | 9,7                |
| Bretonvillers         | 25095      |              | 13,66            | 285 (2022)                        | 21                 |
| Chamesey              | 25113      |              | 6,42             | 139 (2022)                        | 22                 |
| Charmoille            | 25125      | Charmoillais | 10,14            | 319 (2022)                        | 31                 |
| Chazot                | 25145      | Chazots      | 5,35             | 117 (2022)                        | 22                 |
| Crosey-le-Grand       | 25177      | Croseys      | 10,28            | 148 (2022)                        | 14                 |
| Crosey-le-Petit       | 25178      | Croseliers   | 9,6              | 121 (2022)                        | 13                 |
| Froidevaux            | 25261      |              | 3,98             | 80 (2022)                         | 20                 |
| La Grange             | 25290      |              | 6,16             | 97 (2022)                         | 16                 |
| Lanans                | 25324      |              | 10,05            | 162 (2022)                        | 16                 |
| Longevelle-lès-Russey | 25344      |              | 2,56             | 40 (2022)                         | 16                 |
| Orve                  | 25436      | Orvois       | 5,51             | 58 (2022)                         | 11                 |
| Péseux                | 25449      |              | 6,63             | 136 (2022)                        | 21                 |
| Provenchère           | 25471      | Pervenchois  | 6,97             | 139 (2022)                        | 20                 |
| Rahon                 | 25476      | Rahonnais    | 5,69             | 136 (2022)                        | 24                 |
| Randevillers          | 25478      | Villers      | 4,36             | 111 (2022)                        | 25                 |
| Rosières-sur-Barbèche | 25503      |              | 5,31             | 110 (2022)                        | 21                 |
| Servin                | 25544      | Servinois    | 10,03            | 200 (2022)                        | 20                 |
| Surmont               | 25554      | Surmontois   | 7,38             | 123 (2022)                        | 17                 |
| Valonne               | 25583      | Valonnais    | 8,33             | 265 (2022)                        | 32                 |
| Vaudrivillers         | 25590      | Valvillerois | 3,65             | 78 (2022)                         | 21                 |
| Vellerot-lès-Belvoir  | 25595      | Vellerots    | 6,04             | 95 (2022)                         | 16                 |
| Vellevans             | 25597      | Vellevanais  | 13,54            | 247 (2022)                        | 18                 |
| Vernois-lès-Belvoir   | 25607      |              | 4,68             | 51 (2022)                         | 11                 |
| Vyt-lès-Belvoir       | 25635      | Vytois       | 7,54             | 183 (2022)                        | 24                 |